# Diptilon telamonophorum
Diptilon telamonophorum là một loài bướm đêm thuộc phân họ Arctiinae, họ Erebidae.